# Liste der Stadtteile von Wesel

Weseler Stadtwappen

Die Stadt Wesel besteht aus 5 Stadtteilen, die offiziell in 17 Wohnplätze aufgeteilt sind. Angegeben sind diese mit Einwohnerzahl (Haupt- und Nebenwohnsitz) vom 31. Dezember 2021. Vier Stadtteile liegen rechtsrheinisch, der Stadtteil Büderich liegt vollständig linksrheinisch.

## Stadtteile
| Nummer | Name                  | Fläche in km² | Einwohner | Einw. je km² | Postleitzahl |
| ------ | --------------------- | ------------- | --------- | ------------ | ------------ |
| 1      | Wesel                 | 26.08         | 38.627    | 1.481        | 46483–46487  |
| 2      | Flüren                | 9.15          | 4.742     | 518          | 46487        |
| 3      | Obrighoven-Lackhausen | 26.79         | 11.260    | 420          | 46485        |
| 4      | Bislich               | 36.53         | 2.547     | 70           | 46487        |
| 5      | Büderich              | 24.00         | 5.845     | 244          | 46487        |
| Gesamt | Gesamt                | 122.55        | 63.021    | 514          |              |

## Wohnplätze
| Nummer | Name             | Fläche in km² | Einwohner | Einw. je km² | Stadtteil     | Postleitzahl |
| ------ | ---------------- | ------------- | --------- | ------------ | ------------- | ------------ |
| 11     | Altstadt         | 9.48          | 15.113    | 1.594        | Wesel         | 46483, 46487 |
| 12     | Feldmark         | 4.00          | 10.419    | 2.605        | Wesel         | 46483–46487  |
| 13     | Blumenkamp       | 2.16          | 2.690     | 1.245        | Wesel         | 46487        |
| 14     | Fusternberg      | 1.96          | 5.047     | 2.575        | Wesel         | 46485        |
| 15     | Schepersfeld     | 1.12          | 5.035     | 4.496        | Wesel         | 46485        |
| 16     | Lippedorf        | 7.36          | 323       | 44           | Wesel         | 46485        |
| 21     | Flüren           | 9.15          | 4.742     | 518          | Flüren        | 46487        |
| 31     | Lackhausen       | 8.15          | 3.252     | 399          | Obrighoven-L. | 46485        |
| 32     | Obrighoven       | 8.76          | 5.048     | 576          | Obrighoven-L. | 46485        |
| 33     | Wittenberg       | 9.88          | 2.960     | 300          | Obrighoven-L. | 46485        |
| 41     | Bislich-Land     | 16.09         | 456       | 28           | Bislich       | 46487        |
| 42     | Bergerfurth      | 2.38          | 118       | 50           | Bislich       | 46487        |
| 43     | Bislich-Ortskern | 10.67         | 1.705     | 160          | Bislich       | 46487        |
| 44     | Diersfordt       | 7.39          | 268       | 36           | Bislich       | 46487        |
| 51     | Werrich/Perrich  | 11.01         | 542       | 49           | Büderich      | 46487        |
| 52     | Ginderich        | 8.12          | 1.773     | 218          | Büderich      | 46487        |
| 53     | Büderich         | 4.87          | 3.530     | 723          | Büderich      | 46487        |
| Gesamt | Gesamt           | 122.55        | 63.021    | 514          |               |              |